# غريس كيمبل
غريس كيمبل (بالإنجليزية: Grace Kimball)‏ هي ممثلة أمريكية، (و. 1868  م).

## وصلات خارجية
- غريس كيمبل على موقع قاعدة بيانات برودواي على الإنترنت (الإنجليزية)